# Zasłonak biskupi
Zasłonak biskupi (Calonarius dibaphus (Fr.) Niskanen & Liimat.) – gatunek grzybów należący do rodziny zasłonakowatych (Cortinariaceae).

## Systematyka i nazewnictwo
Pozycja w klasyfikacji według Index Fungorum: Calonarius, Cortinariaceae, Agaricales, Agaricomycetidae, Agaricomycetes, Agaricomycotina, Basidiomycota, Fungi.
Po raz pierwszy zdiagnozował go Elias Fries w 1838 r. Obecną nazwę nadali mu Tuula Niskanen i Kare Liimatainen w 2022 r.
Synonimy.

- Cortinarius dibaphus Fr. 1838
- Cortinarius dibaphus subsp. grevilleae Rob. Henry 1991
- Cortinarius dibaphus var. bresadolae (M.M. Moser) Quadr. 1985
- Cortinarius dibaphus var. grevilleae (Rob. Henry) Blanco-Dios 2018
- Cortinarius dibaphus var. nemorosus (Rob. Henry) Rob. Henry 1986
- Cortinarius nemorosus Rob. Henry 1936
- Cortinarius nemorosus var. bresadolae (M.M. Moser) Bon & Gauge 1975
- Gomphos dibaphus (Fr.) Kuntze 1891
- Phlegmacium dibaphum (Fr.) Ricken 1915
- Phlegmacium dibaphum var. bresadolae M.M. Moser 1960

Polską nazwę nadał Andrzej Nespiak w 1975 r. Jest niespójna z aktualną nazwą naukową.

## Morfologia
Kapelusz
Średnica 4–10 cm, początkowo wypukły z podwiniętym brzegiem, potem płaskowypukły z prostym brzegiem. Powierzchnia pokryta drobnymi, promienistymi włókienkami, w stanie wilgotnym bardzo lepka. Barwa lilioworóżowa lub fioletowobrązowa z tendencją do blaknięcia. Środek kapelusza często ochrowopłowy.
Blaszki
Wąskie, dość gęste, początkowo jasnoliliowe, potem od pyłu zarodników zmieniające barwę na żelazistoochrowe.
Trzon
Wysokość 6–8 cm, grubość 1–2,5 cm, cylindryczny z obrzeżoną bulwą o średnicy do 4 cm. Powierzchnia w górnej części liliowa, w dolnej kremowoochrowa.
Miąższ
Pod skórką kapelusza i trzonu fioletoworóżowy, głębiej białokremowy do ochrowokremowego. Pod wpływem NaOH barwi się na czerwono. Smak gorzki.
Cechy mikroskopowe
Zarodniki migdałkowate, brązowo żelaziste.

## Występowanie i siedlisko
Znane jest występowanie tego gatunku w niektórych krajach Europy i w Maroku. W Polsce do 2003 r. jedyne stanowisko podał Andrzej Nespiak w 1975 r. bez określenia dokładniejszej lokalizacji.
Naziemny grzyb mykoryzowy. Występuje głównie w górskich lasach iglastych, ale spotykany także pod bukami i dębami.